# Supramonte
Supramonte je pohoří, které leží na středovýchodě Sardinie na skalnaté plošině Barbagia. Leží severovýchodně od masivu Gennargentu a táhne se východním směrem až k Tyrhénskému moři u zálivu Orosei. Má rozlohu přibližně 35 000 ha a zahrnuje většinu území obcí Baunei, Dorgali, Oliena, Orgosolo a Urzulei. Osídlené oblasti těchto obcí leží na hranicích Supramonte, což je z větší části neobydlená oblast ostrých vápencových skal a hlubokých bujných kaňonů.

## Geografie
Nejvyšším vrcholem je Monte Corrasi (1 463 m n. m.), průměrná nadmořská výška řetězce je asi 900 m. Supramonte se vyznačuje krasovou vrchovinou, v níž řeky vytvořily hluboké rokle a kaňony. Řeky tečou převážně pod zemí a vytvořily několik jeskyní, jako je jeskyně Bue Marino, jeskyně Ispinigoli (s nejvyšším sloupem v Evropě, který měří 38 m) a jeskyně Sa O'he (Výpustek, protože se v ní nachází malé jezírko a má přítok, který se z jeskyně vylévá) a Su Bentu (Vítr). V oblasti Supramonte di Oliena, nad údolím Lanaittu, stojí je jeskyně Corbeddu. Najdete zde také prameny, jako je Su Gologone. K dalším pozoruhodnostem pohoří patří planina Donani'horo, vápencová propast Su Sercone (v orgosolštině "Su Siel'hone") hluboká 500 m a široká 200m, hluboká rokle Gola Gorropu vyhlobenou řekou Flumineddu a vápencová hora Monte Novo San Giovanni (1 316 m). V oblasti Supramonte v Orgosolu je nedotčený les Sas Baddes, jediný rozsáhlý primární dubový les v Evropě. Takzvané Supramonte Marino (Přímořské Supramonte, pro odlišení od vnitřního Supramonte Montano (Horské Supramonte)) leží na území Dorgali a Baunei, hraničí se zálivem Orosei a zahrnuje několik vyhlášených pláží jako Cala Luna, Cala Sisine, Cala Mariolu, Cala Goloritzé, které se často nacházejí na konci hlubokých údolí zvaných codulas.

## Archeologie
V prehistorických dobách byla oblast Supramonte osídlena hustěji než dnes, o čemž svědčí stopy po nejméně 76 vesnicích, 46 nuragách, 14 dolmenech, 40 obřích hrobech, 17 posvátných studnách a 3 megalitických hradbách. K pozoruhodným archeologickým nalezištím patří vesnice Serra Orrios (nacházející se mírně severně od severního okraje vápencových pozemků), v níž se nacházelo asi 70 kruhových chatrčí a dva megaronům podobné chrámy, a vesnice nuraghů Tiscali, která se nacházela ve strategicky výhodné poloze mezi údolími Lanaittu a Oddoene.